# Аркады Кубицкого
Аркады Кубицкого (пол. Arkady Kubickiego) — постройка, созданная в 1818—1821 годах по проекту польского архитектора Якуба Кубицкого, прилегающая с восточной стороны к королевскому дворцу в Варшаве. Образует садовую террасу перед восточным фасадом дворца.
Согласно проекту постройка общей длиной 195 м и шириной 9,5 м состояла из семи открытых аркад с арочными сводами. Стены и своды были изготовлены из кирпича с деталями из песчаника. Интерьер аркад был просветлён четырьмя круглыми окнами, находящимися между арками восточного фасада. В центре построена монументальная лестница с двумя маршами с обеих сторон. На сводах насыпан слой земли толщиной 0,5 м. Таким образом была создана терраса общей шириной 24 м перед восточным фасадом дворца. После поражения польского восстания 1830 года были замурованы проёмы аркад и устроены конюшни царской армии. В период образования Польской Республики аркады  использовались также в качестве конюшен. В 1944 году королевский дворец в Варшаве был взорван гитлеровскими войсками, но аркады сохранились. Восстановительные работы дворца продолжались до 1988 года. Аркады были восстановлены в 2006 году и предназначены для обслуживания туристов — посетителей дворца. Поскольку Замковая площадь является закрытой пешеходной зоной, автобусы привозят туристов на нижний уровень аркад, откуда по эскалатору они попадают на первый этаж дворца.

## Галерея
- Проект Якуба Кубицкого 1816 г.
- Аркады
- Интерьер аркад
- Наружная лестница